# Михайлов, Владимир Гаврилович (деятель горной науки)
Владимир Гаврилович Михайлов (12.07.1899—08.10.1970) — советский учёный, преподаватель, профессор, доктор технических наук, заслуженный деятель науки и техники РСФСР.

## Биография
Родился 12 июля 1899 года.
В 1918 году стал студентом открывшейся в этом же году Московской горной академии.
С 1924 по 1934 годы работал на руководящих должностях на шахтах Донбасса и Кузбасса.
В 1934 году Михайлова переводят в Томский политехнический институт на должность заведующего кафедрой горных машин и рудничного транспорта, где ярко проявились его выдающиеся способности к научно-педагогической работе. В 1942 году он успешно защитил докторскую диссертацию на тему «Исследование сверления шпуров» и вместе со степенью доктора технических наук получил учёное звание профессора.
В 1941 году В. Г. Михайлов перевелся из Томского в Новочеркасский политехнический институт, где в течение 15 лет работал заместителем директора института по учебной работе и 27 лет заведовал кафедрой горных машин и рудничного транспорта. Под руководством Михайлова в вузе сложилась научная школа. Кафедра стала ведущей в разработке проблемы разрушения горных пород сверлением и заняла видное положение в области механизации погрузочных работ при проведении горных выработок.
Профессор В. Г. Михайлов является автором 295 научных работ. Его книга «Горный инструмент» — Москва: Углетехиздат, 1950, 219 с. — была переведена в Румынии, Венгрии, Китае.
Умер 8 октября 1970 году в Новочеркасске.

## Память
В Южно-Российском государственном политехническом университете на кафедре горных машин и оборудования имеется мемориальная доска: «В 1940—1970 гг. кафедрой горных машин заведовал заслуженный деятель науки и техники РСФСР, профессор, д.т. н. В. Г. Михайлов (1899—1970)».

## Награды и звания
В 1969 году за выдающиеся заслуги в области развития горной науки и техники, в подготовке научных и инженерных кадров Михайлову было присвоено почётное звание «Заслуженный деятель науки и техники РСФСР».